# Thomas Jahn (réalisateur)
Pour les articles homonymes, voir Thomas Jahn.
Thomas Jahn est un réalisateur, scénariste et monteur allemand, né le 9 juillet 1965 à Hückelhoven.
Il est surtout connu pour son premier long métrage Paradis express.

## Filmographie
Cinéma
- 1997 : Paradis express
- 2008 : 80 Minutes

Télévision